# بونتي
بونتي (بالإيطالية: Ponti)‏ هي بلدية في مقاطعة ألساندريا في إقليم بييمونتي في إيطاليا.

## السكان
في سنة 1861 بلغ عدد السكان 1٬122 نسمة، وتطور العدد ليصل في سنة 2011 لـ 618 نسمة.
يظهر هذا المخطط البياني تطور النمو السكاني لـ بونتي